# Lijst van personen overleden in mei 2024
Dit is een lijst van bekende personen die zijn overleden in mei 2024.

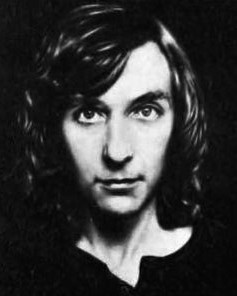
Richard Tandy
1 mei

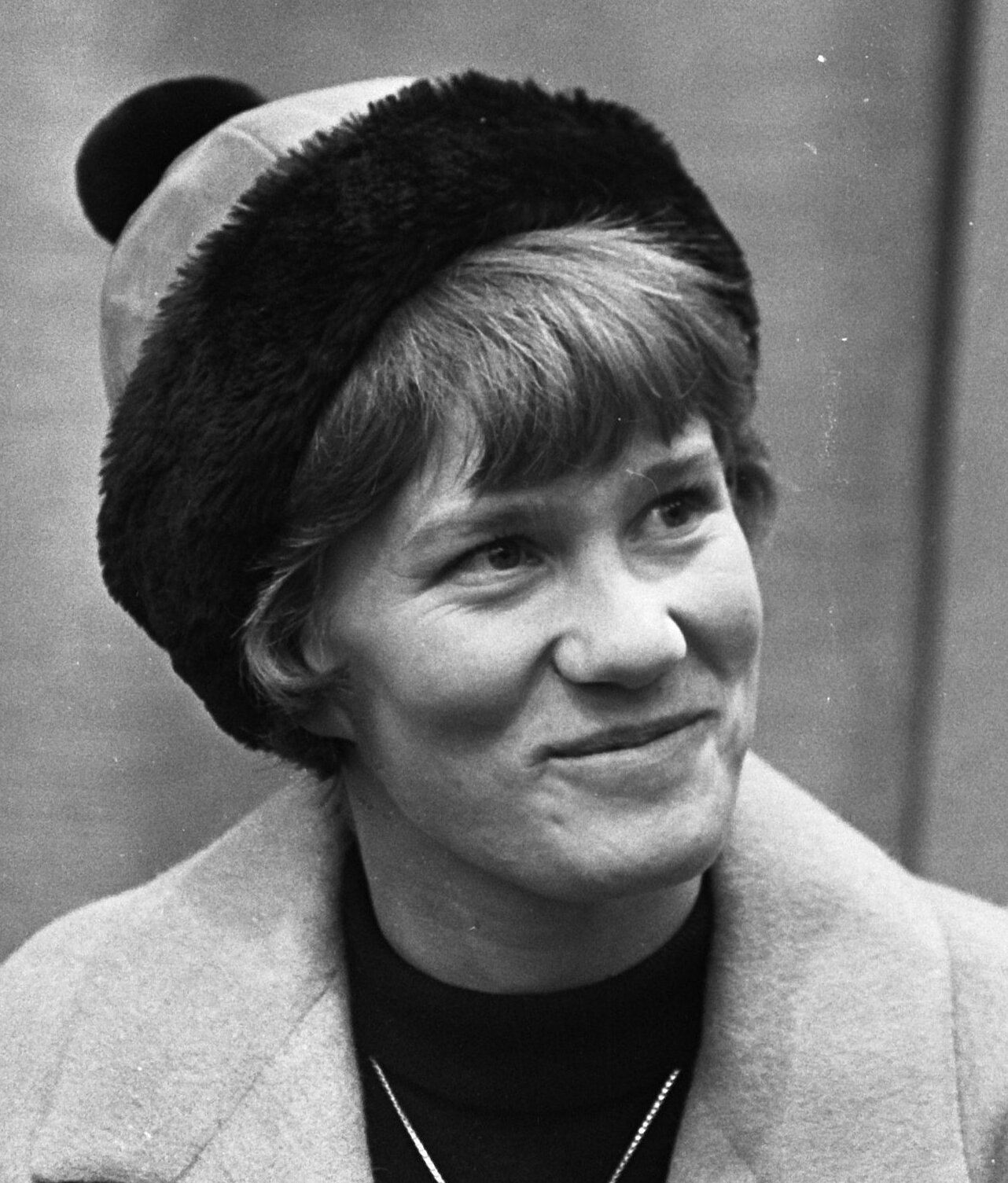
Sjoukje Dijkstra
2 mei

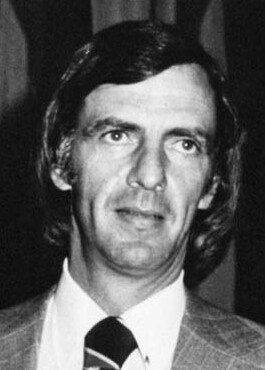
César Luis Menotti
5 mei

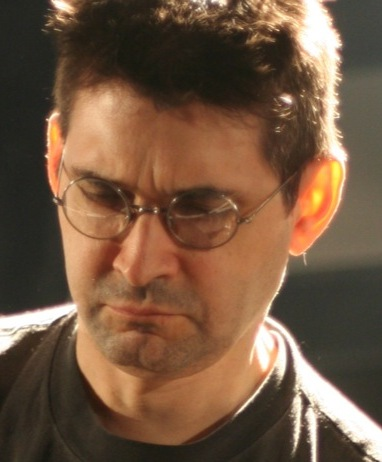
Steve Albini
7 mei

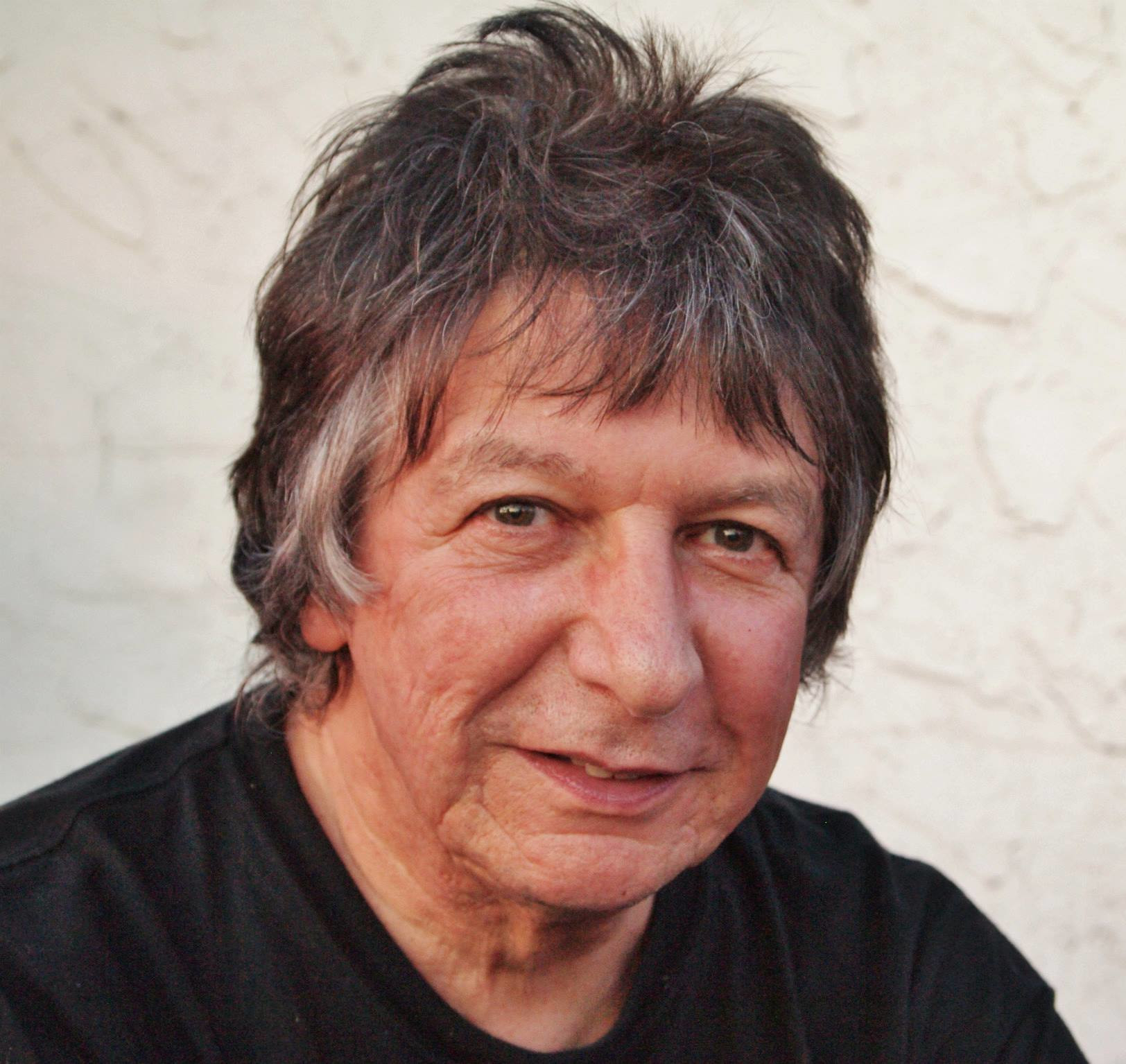
John Barbata
8 mei

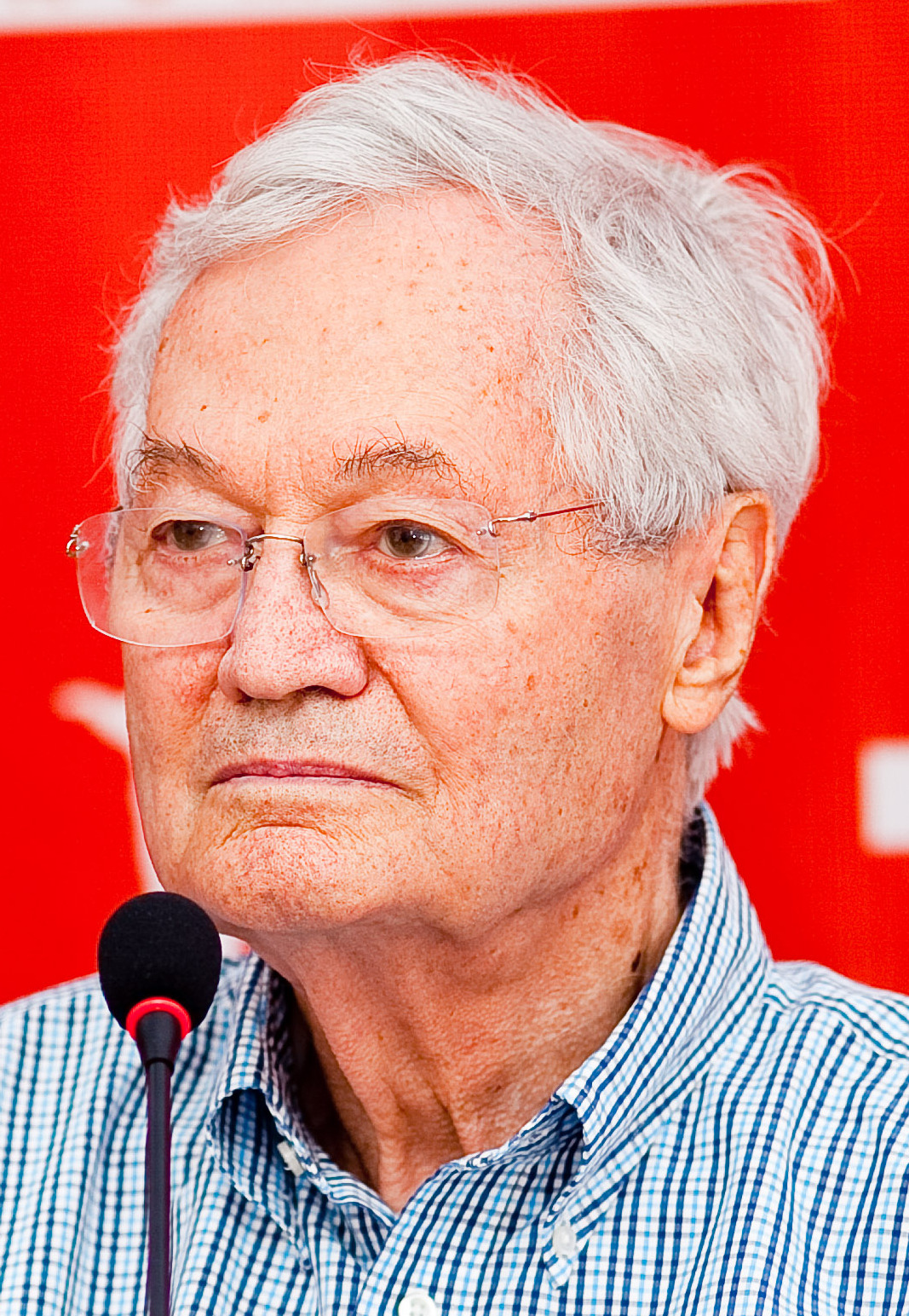
Roger Corman
9 mei

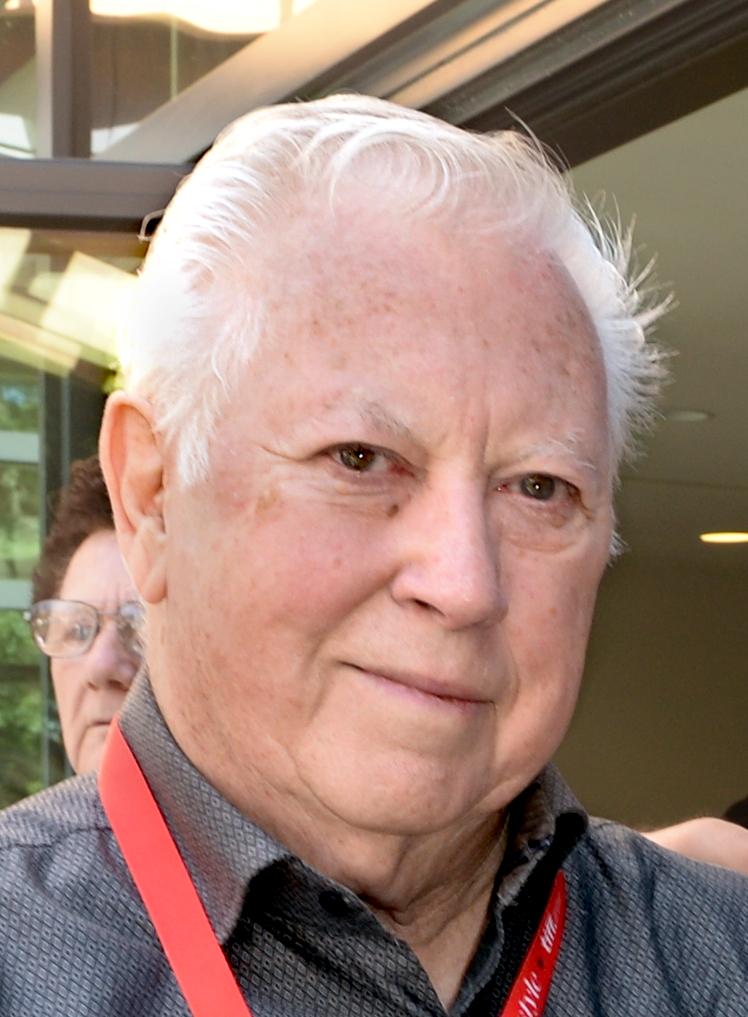
Fred Roos
18 mei

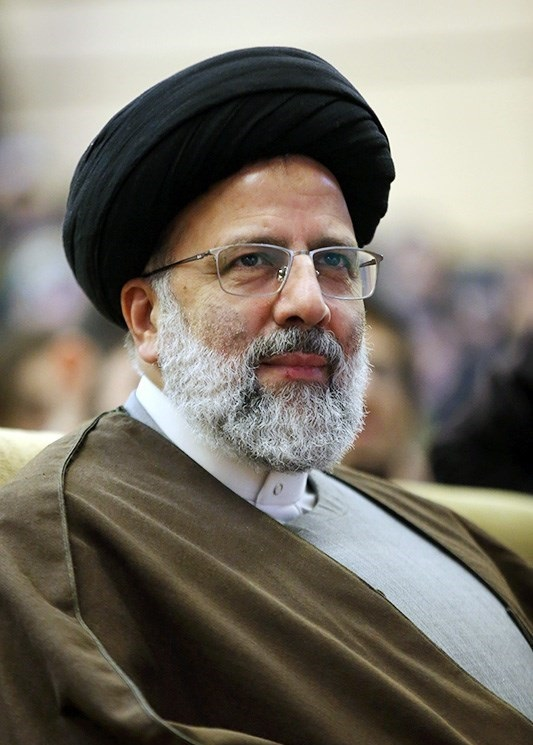
Ebrahim Raisi
19 mei

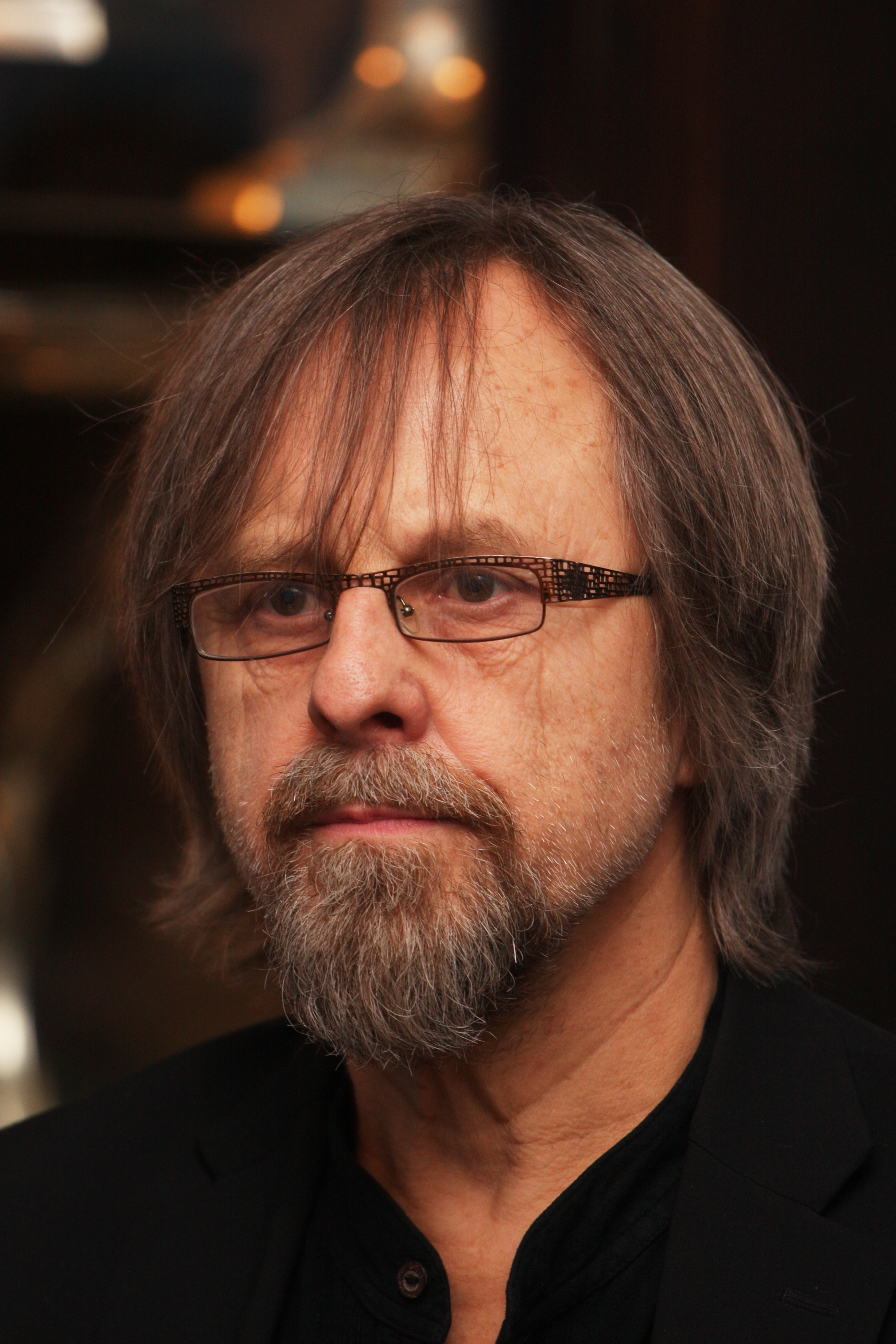
Jan Kaczmarek
21 mei

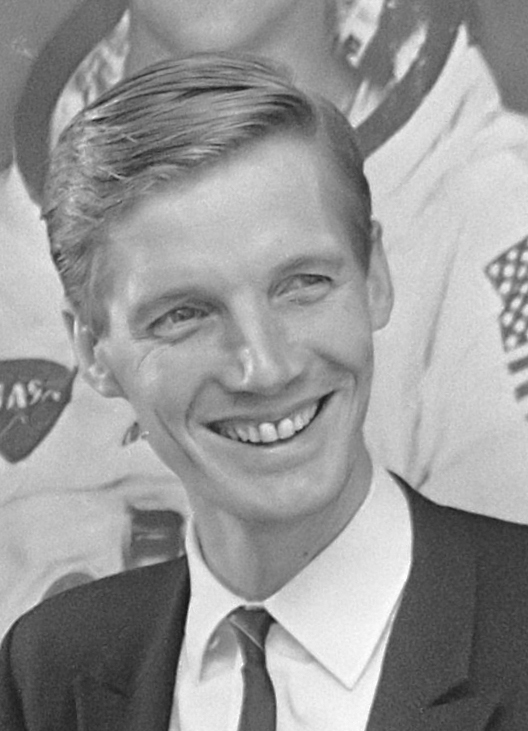
Rudolf Spoor
23 mei

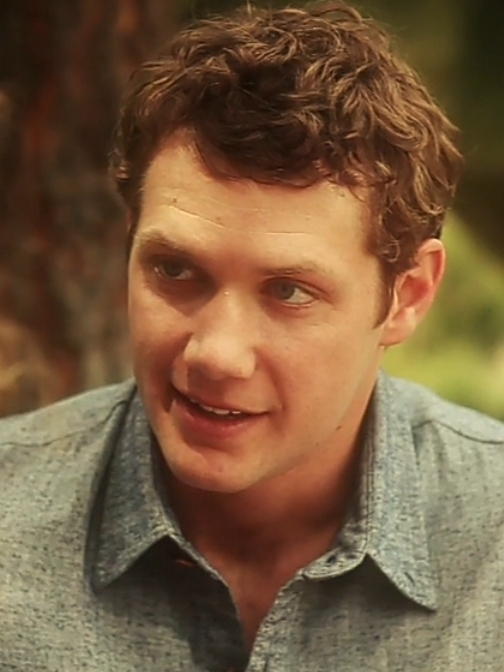
Johnny Wactor
25 mei

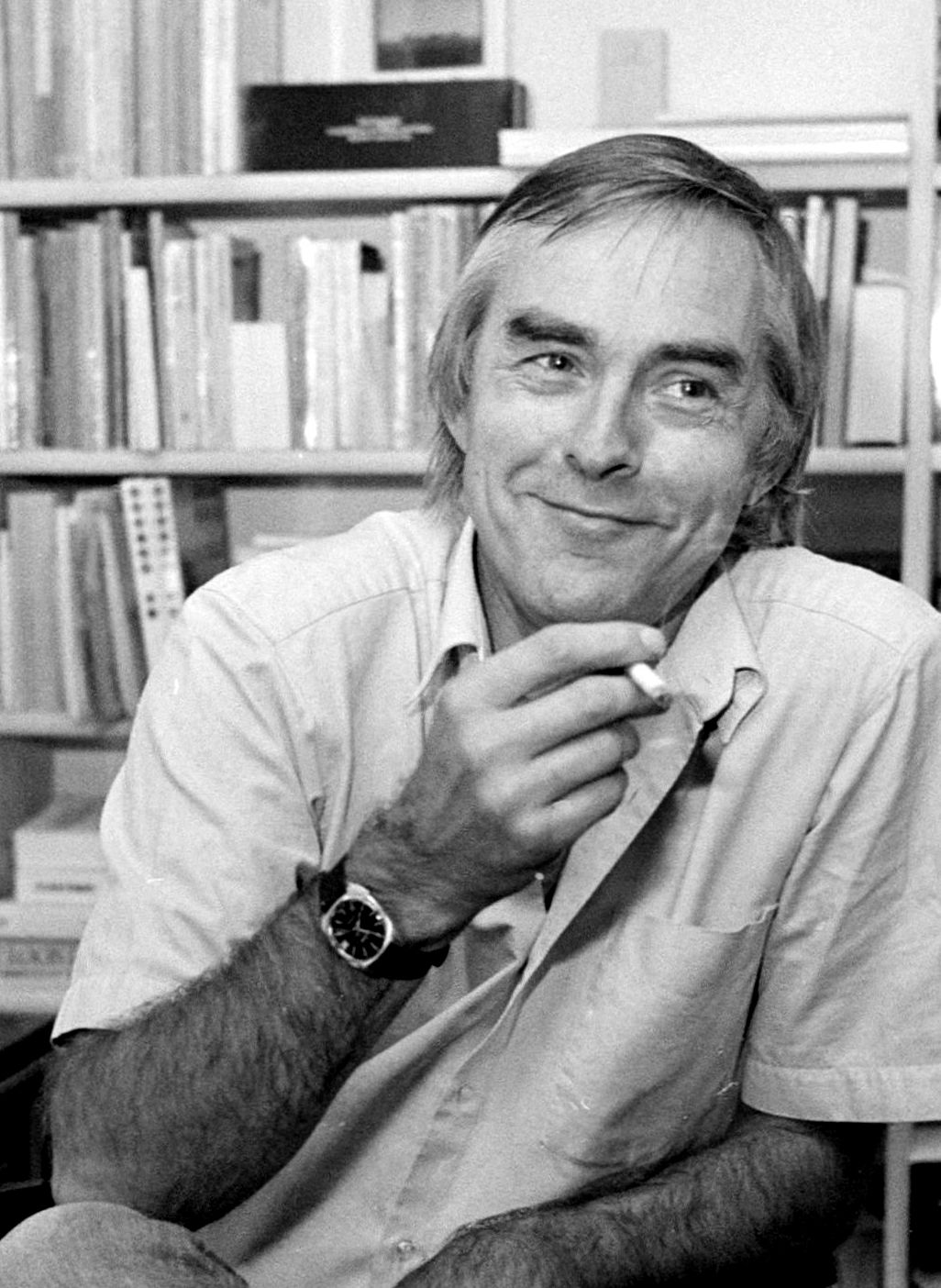
Willem van Toorn
31 mei

| 1 | 2 | 3 | 4 | 5 | 6 | 7 | 8 | 9 | 10 | 11 | 12 | 13 | 14 | 15 | 16 | 17 | 18 | 19 | 20 | 21 | 22 | 23 | 24 | 25 | 26 | 27 | 28 | 29 | 30 | 31 |
| - | - | - | - | - | - | - | - | - | -- | -- | -- | -- | -- | -- | -- | -- | -- | -- | -- | -- | -- | -- | -- | -- | -- | -- | -- | -- | -- | -- |

### 1 mei
- Richard Tandy (76), Brits keyboardspeler[1]

### 2 mei
- Susan Buckner (72), Amerikaans actrice[2]
- Sjoukje Dijkstra (82), Nederlands kunstrijdster[3]
- Peter Oosterhuis (75), Brits golfspeler[4]

### 3 mei
- Paul-Henry Gendebien (84), Belgisch politicus[5]
- László Hammerl (82), Hongaars sportschutter[6]
- Imerio Massignan (87),  Italiaans wielrenner[7]
- Friedrich Volkmann (52), Oostenrijks schaker[8]

### 4 mei
- Dagoberto Fontes (80), Uruguayaans voetballer[9]
- Vanna Solofrizzo (94), Luxemburgs kunstschilderes[10]
- Frank Stella (87), Amerikaans beeldend kunstenaar[11]

### 5 mei
- Jeannie Epper (83), Amerikaans stuntvrouw en actrice[12]
- Bernard Hill (79), Brits acteur[13]
- Frank Leeflang (87), Surinaams politicus, jurist en diplomaat[14]
- César Luis Menotti (85), Argentijns voetballer en voetbaltrainer[15]
- Oleksandr Pjeljesjenko (30), Oekraïens gewichtheffer[16]

### 6 mei
- Ian Gelder (74), Brits acteur[17]
- Bill Holman (96), Amerikaans jazzsaxofonist, arrangeur en componist[18]
- Wayland Holyfield (82), Amerikaans songwriter[19]
- Teun van Pelt (84), Nederlands voetballer[20]
- Bernard Pivot (89), Frans journalist[21]
- Petia Stavreva (47), Bulgaars politica[22]
- Christiane Stefanski (72), Belgisch zangeres[23]

### 7 mei
- Steve Albini (61), Amerikaans muzikant en producer[24]
- Leo Kogeldans (93), Surinaams-Nederlands voetballer[25]
- Kim Ki-Nam (94), Noord-Koreaans politicus[26]
- Phil Wiggins (69), Amerikaans mondharmonicaspeler[27]

### 8 mei
- John Barbata (79), Amerikaans drummer[28][29]
- Ramón Fonseca Mora (71), Panamees zakenman en advocaat[30]
- Art Jimmerson (60), Amerikaans bokser en kooivechter[31]

### 9 mei
- Ibrahim Babangida (47), Nigeriaans voetballer[32]
- Shirley Conran (91), Brits romanschijfster en journaliste[33]
- Roger Corman (98), Amerikaans filmproducent en filmregisseur[34]

### 10 mei
- Jim Simons (86), Amerikaans wiskundige en filantroop[35]

### 11 mei
- Susan Backlinie (77), Amerikaans actrice[36]
- Rick Brink (38), Nederlands politicus[37]
- Vic Goedseels (83), Belgisch landbouwkundige[38]

### 12 mei
- Mark Damon (91), Amerikaans acteur[39]
- David Sanborn (78), Amerikaans saxofonist[40]
- Igor Sysojev (43), Russisch triatleet[41]

### 13 mei
- Lucien Lafour (81), Nederlands-Surinaams architect[42]
- Alice Munro (92), Canadees schrijfster en Nobelprijswinnares[43]
- Marc Scheidius (65), Nederlands jurist[44]
- Samm-Art Williams (78), Amerikaans acteur, regisseur en toneelschrijver[45]

### 14 mei
- George Groot (82), Nederlands cabaretier en tekstschrijver[46]
- Jimmy James (Michael James) (83), Jamaicaans-Brits zanger[47]

### 15 mei
- John Hawken (84), Brits pianist en toetsenist[48]
- Antoon Honings (79), Nederlands voetballer[49]
- Patrick Moenaert (75), Belgisch politicus en bestuurder[50]

### 16 mei
- Dabney Coleman (92), Amerikaans acteur[51]
- Randy Fuller (80), Amerikaans muzikant[52]
- Hank Onrust (82), Nederlands filmregisseur en televisieproducent[53]

### 17 mei
- Roberta Marrero (54), Spaans dj, zangeres, actrice en kunstenares[54]

### 18 mei
- Palle Danielsson (77), Zweeds jazzbassist[55]
- Frank Ifield (86), Brits-Australisch zanger en presentator[56]
- Tony O’Reilly (88), Iers rugbyspeler en ondernemer[57]
- Fred Roos (89), Amerikaans filmproducent[58]
- Frank Schaafsma (59), Nederlands acteur en muzikant[59]
- Mark Wells (66), Amerikaans ijshockeyer[60]
- Jon Wysocki (53), Amerikaans drummer[61]

### 19 mei
- Hossein Amir-Abdollahian (60), Iraans minister[62]
- Hans van Agt (80), Nederlands politicus[63][64]
- Sjef Hensgens  (76), Nederlands atleet[65]
- Dick Kuiper (85), Nederlands socioloog en politicus[66]
- Jörg Nimmergut (85), Duits publicist en conservator[67]
- Ebrahim Raisi (63), Iraans politicus en president[68]
- Sigmund Rolat (Zygmunt Rozenblat) (93), Amerikaans-Pools filantroop, kunstverzamelaar en zakenman[69][70]

### 20 mei
- Ivan Boesky (87), Amerikaans beurshandelaar en fraudeur[71]
- Bad Bones (John Klinger) (40), Duits worstelaar[72]
- Emmanuel Hendrickx (84), Belgisch politicus[73]
- Bertus Mulder (95), Nederlands architect en schrijver[74]
- Karl-Heinz Schnellinger (85), Duits voetballer[75]

### 21 mei
- Louis Bergaud (95), Frans wielrenner[76]
- Jan A.P. Kaczmarek (71), Pools componist[77]
- Bastiaan Poortenaar (55), Nederlands hockeyspeler[78]

### 22 mei
- Charlie Colin (58), Amerikaans muzikant[79]
- Darryl Hickman (92), Amerikaans acteur[80]
- Petri Sulonen (60), Fins voetballer[81]
- David Wilkie (70), Brits zwemmer[82]

### 23 mei
- Jan Otten (82), Nederlands ondernemer[83]
- John Maddox Roberts (76), Amerikaans schrijver[84]
- Rudolf Spoor (85), Nederlands televisieregisseur[85]
- Morgan Spurlock (53), Amerikaans documentairemaker[86]

### 24 mei
- Doug Ingle (78), Amerikaans muzikant[87]
- David Walker (82), Australisch autocoureur[88]

### 25 mei
- Klaas Dankert (82), Nederlands politicus[89]
- Frans Kuijpers (83), Nederlands schaker[90]
- Grayson Murray (30), Amerikaans golfspeler[91]
- Albert S. Ruddy (94), Canadees-Amerikaans filmproducent[92]
- Richard Sherman (95), Amerikaans songwriter[93]
- Johnny Wactor (37), Amerikaans acteur[94]

### 26 mei
- Bertien van Manen (89), Nederlands fotografe[95]

### 27 mei
- Dorothy Bromiley (93), Brits actrice[96]
- Butch Johnson (68), Amerikaans boogschutter[97]
- Elizabeth MacRae (88), Amerikaans actrice[98]
- Bill Walton (71), Amerikaans basketballer en sportjournalist[99]

### 28 mei
- Jan van Munster (84), Nederlands kunstenaar[100][101]
- Georgios Provopoulos (74), Grieks econoom en bankier[102]

### 29 mei
- Henk ten Hoor (83), Nederlands ondernemer en sportmagnaat[103]
- Mansour Seck (69),  Senegalees zanger en gitarist[104]
- Arjen Teeuwissen (53), Nederlands ruiter[105]

### 30 mei
- Tom Bower (86), Amerikaans acteur en filmproducent[106]
- Kelvin Felix (91), Dominicaans kardinaal[107]

### 31 mei
- Carel Copier (72), Nederlands drummer[108]
- Robert Pickton (74), Canadees seriemoordenaar[109]
- Willem van Toorn (88), Nederlands dichter, romanschrijver en vertaler[110]

### Datum onbekend
- Danilo Dončić (54), Servisch voetballer en voetbaltrainer[111]
- Meta Lever (96), Nederlands overlevende van de Tweede Wereldoorlog[112]
- Oscar Remeeus (90), Nederlands muzikant[113]

januari· februari· maart· april· mei· juni· juli· augustus· september· oktober· november· december
1900 ·
1901 ·
1902 ·
1903 ·
1904 ·
1905 ·
1906 ·
1907 ·
1908 ·
1909 ·
1910 ·
1911 ·
1912 ·
1913 ·
1914 ·
1915 ·
1916 ·
1917 ·
1918 ·
1919 ·
1920 ·
1921 ·
1922 ·
1923 ·
1924 ·
1925 ·
1926 ·
1927 ·
1928 ·
1929 ·
1930 ·
1931 ·
1932 ·
1933 ·
1934 ·
1935 ·
1936 ·
1937 ·
1938 ·
1939 ·
1940 ·
1941 ·
1942 ·
1943 ·
1944 ·
1945 ·
1946 ·
1947 ·
1948 ·
1949 ·
1950 ·
1951 ·
1952 ·
1953 ·
1954 ·
1955 ·
1956 ·
1957 ·
1958 ·
1959 ·
1960 ·
1961 ·
1962 ·
1963 ·
1964 ·
1965 ·
1966 ·
1967 ·
1968 ·
1969 ·
1970 ·
1971 ·
1972 ·
1973 ·
1974 ·
1975 ·
1976 ·
1977 ·
1978 ·
1979 ·
1980 ·
1981 ·
1982 ·
1983 ·
1984 ·
1985 ·
1986 ·
1987 ·
1988 ·
1989 ·
1990 ·
1991 ·
1992 ·
1993 ·
1994 ·
1995 ·
1996 ·
1997 ·
1998 ·
1999 ·
2000 ·
2001 ·
2002 ·
2003 ·
2004 ·
2005 ·
2006 ·
2007 ·
2008 ·
2009 ·
2010 ·
2011 ·
2012 ·
2013 ·
2014 ·
2015 ·
2016 ·
2017 ·
2018 ·
2019 ·
2020 ·
2021 ·
2022 ·
2023 ·
2024 ·
2025